# Плен (місто)
Пльон (нім. Plön — Pløːn, Пльон) — місто в Німеччині, розташоване в землі Шлезвіг-Гольштейн. Адміністративний центр однойменного району.
Площа — 36,73 км2. Населення становить 8987 ос. (станом на 31 грудня 2020).

## Уродженці
- Карл Маус (1898 — 1959) — німецький воєначальник часів Третього Рейху, генерал танкових військ (1944) Вермахту.